# Мини Буквица
Мини Буквица (Mini Bookvica.net) је едукативни и креативни програм намењен најмлађима. Циљ је да се деца упознају са књижевношћу кроз феминистичку и инклузивну перспективу.

## Оснивање и циљ
Мини Буквица (Mini Bookvica.net) је дигитална платформа посвећена критичком читању књижевности из феминистичке, антифашистичке и еманципаторске перспективе. Настала је као део ширег пројекта Побуњено читам, који реализује удружење Побуњене читатељке. Платформа је намењена првенствено младима, посебно средњошколкама, које се кроз радионице, клубове и публикације оснажују да јавно иступе као критичарке књижевности и културе. Мини Буквица је покренута средином 2020. године као проширење активности удружења Побуњене читатељке, које постоји од 2016. године у Београду и окупља књижевне критичарке и културне раднице које се залажу за друштвеноангажован приступ књижевности. 

## Програм
„Мини побуњене читатељке“ су програм намењен девојчицама узраста од 8 до 14 година. Циљ програма је:
- Развијање критичког мишљења
- Упознавање са књижевношћу из перспективе девојчица
- Подстицање самопоуздања и креативности

Програм укључује читања, креативне радионице и разговоре о темама као што су пријатељство, тело, емоције и отпор.
Мини побуњене читатељке део су активности Побуњених читатељке које делују у оквиру књижевна, културна и феминистичка платформе Буквица (Bookvica.net) која окупља жене различитих генерација и интересовања око критичког читања и промишљања савремене књижевности. Њихов рад обухвата билтене, подкасте, радионице и јавне дискусије, а све са циљем да се књижевност приближи младима и подстакне их на критичко размишљање.

## Активности
- Билтен „Побуњено читам“: Издаје се периодично и садржи критике омладинске књижевности, интервјуе са ауторкама и уредницама, као и текстове младих критичарки. Посебан фокус је на темама побуне, идентитета, рода и друштвених питања.
- Књижевни подкаст: „Побуњено читам: за све од 15 до 115“ окупља жене различитих генерација које разговарају о делима ауторки као што су Сали Руни, Елена Феранте, Маргарет Атвуд и друге. Подкаст промовише размену мишљења и подстиче критичко читање.
- Јуниор редакција: Младе чланице попут Терезе Стефановић и Нађе Тиодоровић активно учествују у стварању садржаја, што доприноси генерацијском дијалогу и развоју нових гласова у књижевној критици.

## Побуњено читам
Програм Побуњено читам: Мапе југословенског наслеђа реализује се сваке године и то као:
- Едукативни програм за средњошколце узраста 14–18 година.[4]
- Истраживање књижевног и културног наслеђа СФРЈ кроз три тематска сегмента:
  - дечја лектира и преведена књижевност земаља несврстаних
  - женско стваралаштво тог периода
  - књижевност о Народноослободилачкој борби.
- Укључује и друге уметности: филм, позориште, стрип.
- Активности се одвијају онлајн и локално (посете библиотекама, архивима).
- Резултати се објављују на порталима Буквица (Bookvica.net) и Мини Буквица (Мini Bookvica.net), као и у штампаном билтену.

## Партнерства
Пројекти Мини Буквица (Мini Bookvica.net) се реализују уз подршку:
- Европске уније (пројекат „Локални позив за ЕУ“)
- Националне коалиције за децентрализацију
- Фондације Јелена Шантић
- Групе 484